# 曼海姆—斯图加特高速铁路
曼海姆－斯图加特高速铁路（德語：Schnellfahrstrecke Mannheim–Stuttgart）是德国巴登-符腾堡州全长98.8公里的一条高速铁路，由曼海姆连接至斯图加特的楚芬豪森。线路于1976年至1991年间分段建成，它是继汉诺威－维尔茨堡高速铁路后，由德国联邦铁路主持新造的德国第二条长途干线（高速铁路）项目。核准最高行车速度为280公里/小时的线路如今是德国铁路网络的组成部分，适用于长途列车、区域列车及货运列车通行。由超过15条隧道及90座桥梁组成的线路总成本高达43.36亿德国马克（约合22.17亿欧元）。

## 走向

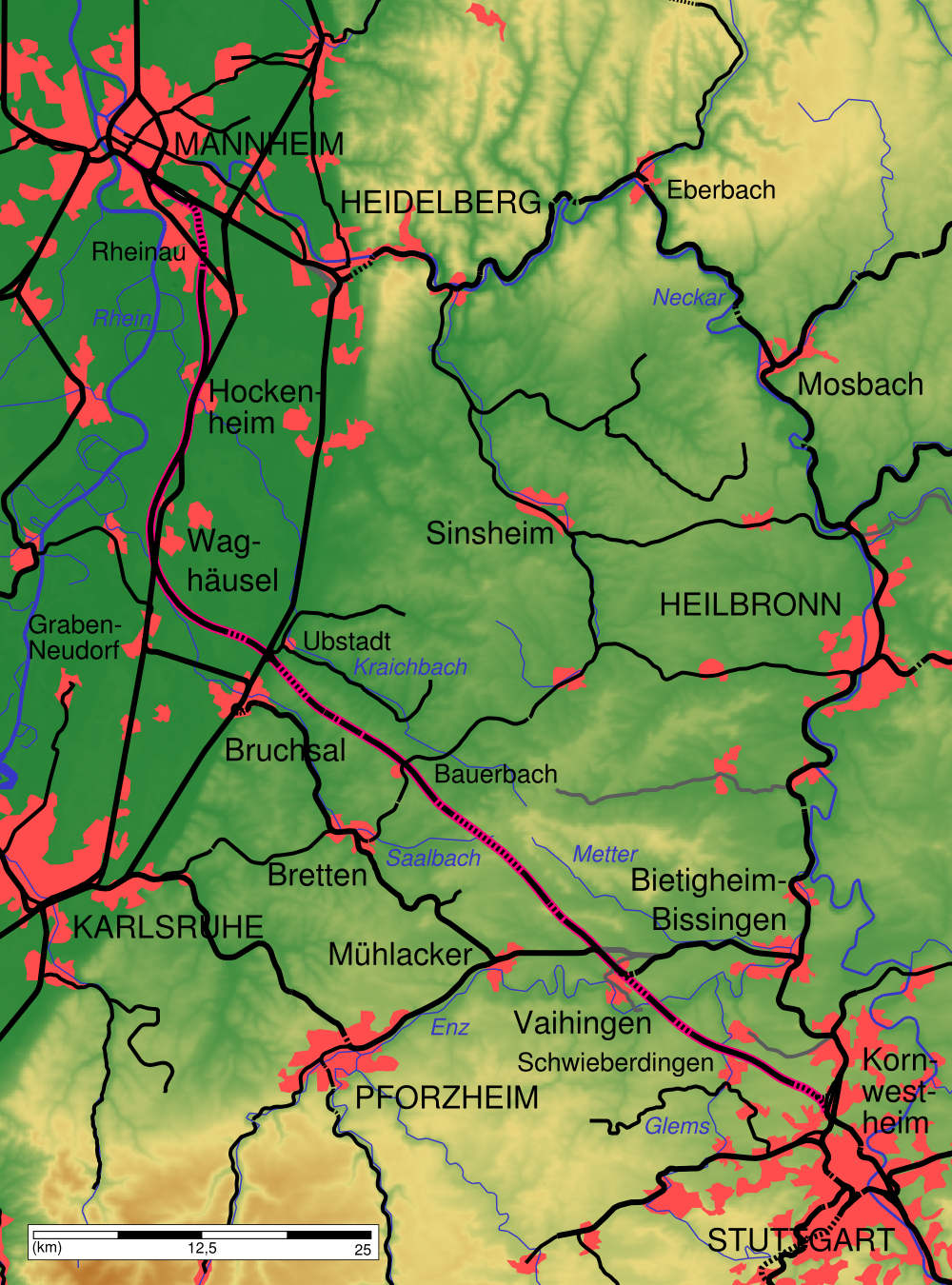
线路走向

在走向的规划上，曼海姆－斯图加特高速铁路遵循以下两个重要原则：在北段，曼海姆至布鲁赫萨尔之间的线路主要与既有的莱茵河谷铁路齐平；在布鲁赫萨尔至斯图加特之间的线路则尽可能的远离居民点，因此需要新建超过100公里的轨道。
线路在曼海姆火车总站出口处会通过一条入口斜坡连接至全长1,100米的曼海姆货柜车站桥。此外，线路会跨越通往海德堡的铁路及曼海姆编组站。在经过一小段开放路段后，线路会折向南方进入5,380米长的普芬格斯特贝格隧道，并由此离开曼海姆城区。规划中的莱茵/美因－莱茵/内卡高速铁路未来也会在这里接轨。
线路随后沿着6号高速公路的底层继续通往霍肯海姆车站，它作为高速铁路建设的一部分被延长了约150米，当中包括两条新设的越行线。在这里，除了轨道交点两端的第一条接入线外，高速线与路网的其余部分均是相同。在霍肯海姆至诺伊卢斯海姆区间，高速线会与曼海姆－卡尔斯鲁厄的既有线平行，这部分路段的长度约为120米，并与36号联邦公路捆绑在一起。在下一个分支点薩爾巴赫，往卡尔斯鲁厄方向的列车可以无需跨越而驶出高速线。
然后，线路将通过福斯特隧道，进入一段里程约40公里、海拔高度约100米的平地路段。在来到罗伦贝格隧道之前，由于途径莱茵河谷地的克莱希高丘陵，其高度开始向上提升约130米。在布鲁赫萨尔罗伦贝格分支点则设有两条联络线，可将从斯图加特驶来的列车分别接入莱茵河谷铁路的海德堡或卡尔斯鲁厄方向。在一段约13公里长的爬坡路段结束后，便来到地处高原的西蒙斯魏因加滕隧道。随后进入的弗莱登隧道全长6,800米，是线路中里程最长的铁路隧道，它同时也标志着线路将继续向斯特罗姆贝格山地爬升。沿该区间的一个上游路段则进一步延伸至梅特河。
在经过一段较长的距离后，线路将来到恩茨河畔法伊英根车站，这里可与符腾堡西部铁路相连。而在通过高速线中里程最长的恩茨河谷大桥（1,044米）后，线路又开始进入另一个约10公里长的爬坡路段，并终结于兰格斯费尔德隧道，后者以325米的海拔高度成为线路中的最高点。随后，它在抵达斯图加特-楚芬豪森车站之前会被并入既有网路（弗兰肯铁路），其中继续向前约7公里可抵达斯图加特总站。

### 桥梁及隧道
在全长约99公里的曼海姆－斯图加特高速铁路中，有31公里为隧道路段（15条隧道，共计30.436公里）、38公里为挖方路段（通常用作改善隔音）、21公里为路堤路段以及约7公里为桥梁路段（90座桥梁，包含道路桥梁的总长度为21.318公里）。只有百分之三的路段是建于平地上。作为建设工程的一部分，莱茵河谷铁路在霍肯海姆至诺伊卢斯海姆之间的线路进行了调整，并新建一条约6.60公里的新路線。霍肯海姆及诺伊卢斯海姆的车站均进行了重建，法伊英根车站则为新建。
该线路的海拔高度在85米至325米之间。有360公顷（约3.6公顷/公里）的土地遭到永久使用，当中的120公顷用于轨道设施，其余将恢复植被。随着高速铁路投入使用，曼海姆至斯图加特之间的轨道距离被缩短了26公里（约17%）。

## 历史
由于既有线路的拥塞情况，当时的德国联邦铁路在1970年启动了由曼海姆至斯图加特之间的新造线路规划。它用于取代此前沿山谷及河流伸展而导致了陡坡和小半径曲线，并且不适合高速列车运行的线路。根据1973年联邦运输通道计划，新造线路还纳入了混合交通的最低要求指标，以兼容重载、慢速的货运列车及轻型、快速旅客列车通行：
- 最大坡度为1.25%（间或2.0%）
- 最小半径曲线为4,800至7,000米
- 最高行车速度为250至300公里/小时
- 每公里的平均建设成本为3,000万至5,000万德国马克
- 两条铁路之间采取点对点连接

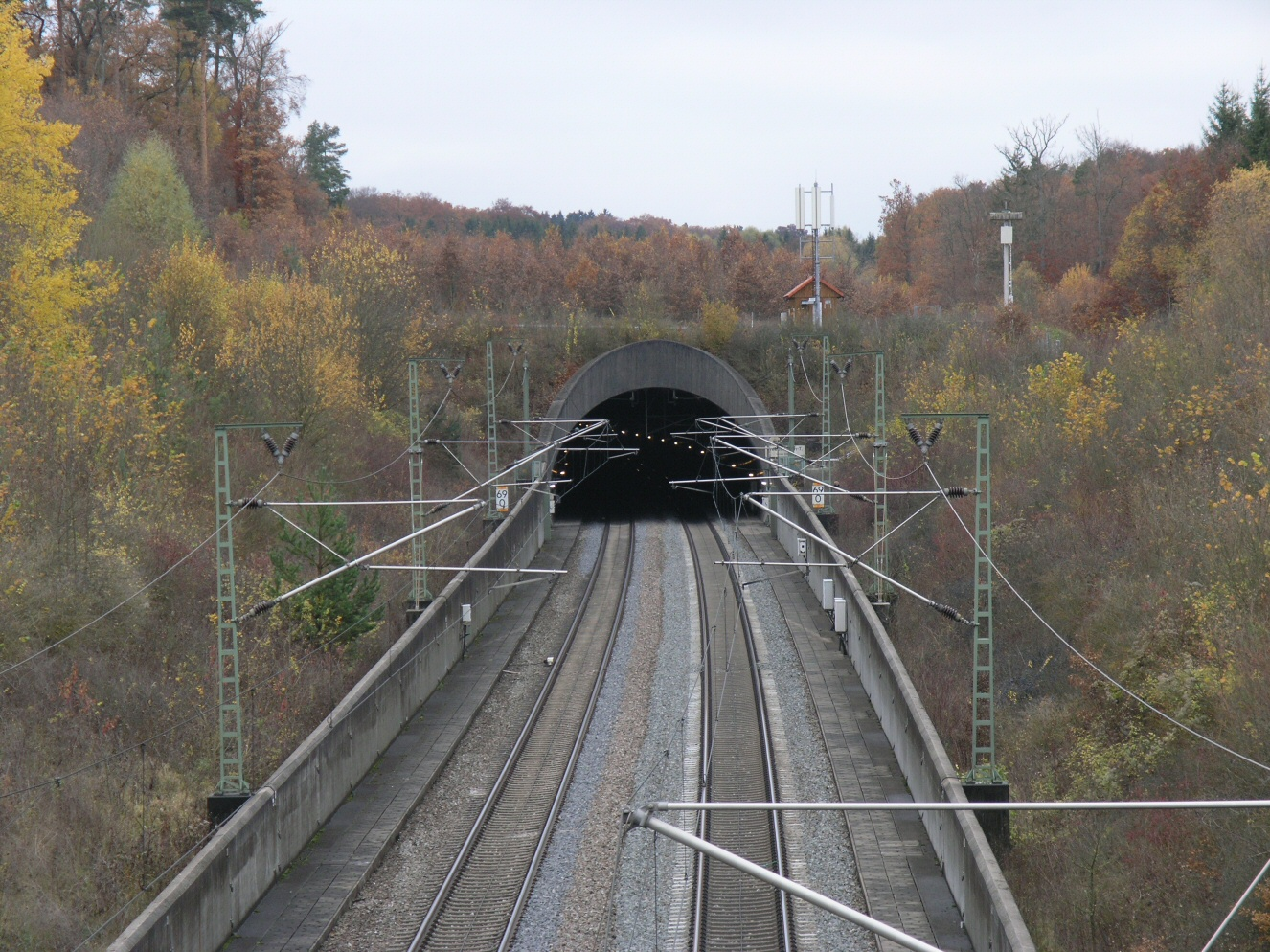
弗莱登斯泰因隧道东端

为达到这些要求需要大量的桥梁及隧道构造。此外，新技术也得以应用：福斯特隧道的整个长度均位于地下水位线中，因此需要新的水分流技术；弗莱登斯泰因隧道则贯穿多孔岩层，受其上方的山坡降雨作用影响，该地质特征也需要制定高昂的保障措施。
曼海姆－斯图加特高速铁路的首个具体规划在1974年公布。联邦交通部于1975年颁发了建设许可证，并在1976年动工兴建。在施工过程中，有超过6,000份的反对书导致了一些路由的变化。部分路段甚至完全停工。由于附近居民的抗议活动，有七处地点的隧道采取随挖随填的方式施工。采用这一方式中里程最长的普芬格斯特贝格隧道，它穿越了曼海姆-莱瑙附近一处被申报为水源保护区的森林。
首个路段于1987年5月31日在曼海姆至格拉本-诺伊多夫之间建成，两端均有分支点连接至莱茵河谷铁路。最后完工的部分是弗莱登隧道的第二管道，它是在整条线路投入使用前数月才建成。线路的商业运营自1991年5月9日开始。在此之前，德国铁路组织火车司机于该线路进行了约2,000次的培训，以熟悉高速铁路的技术特点，例如机车信号及紧急制动的应用。

## 运营

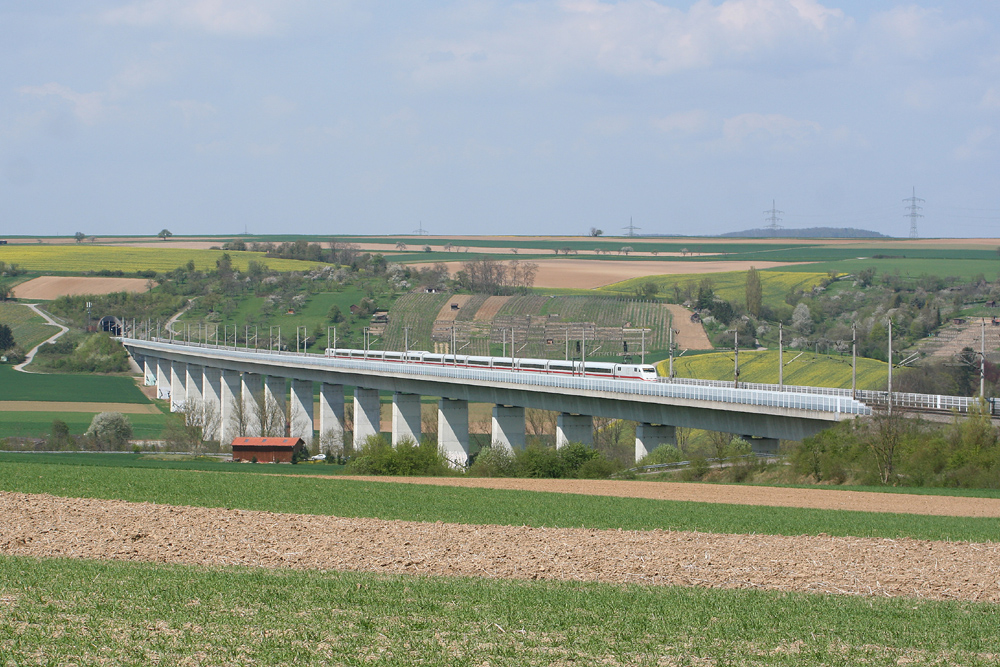
一列ICE-1列车行驶于恩茨塔尔桥

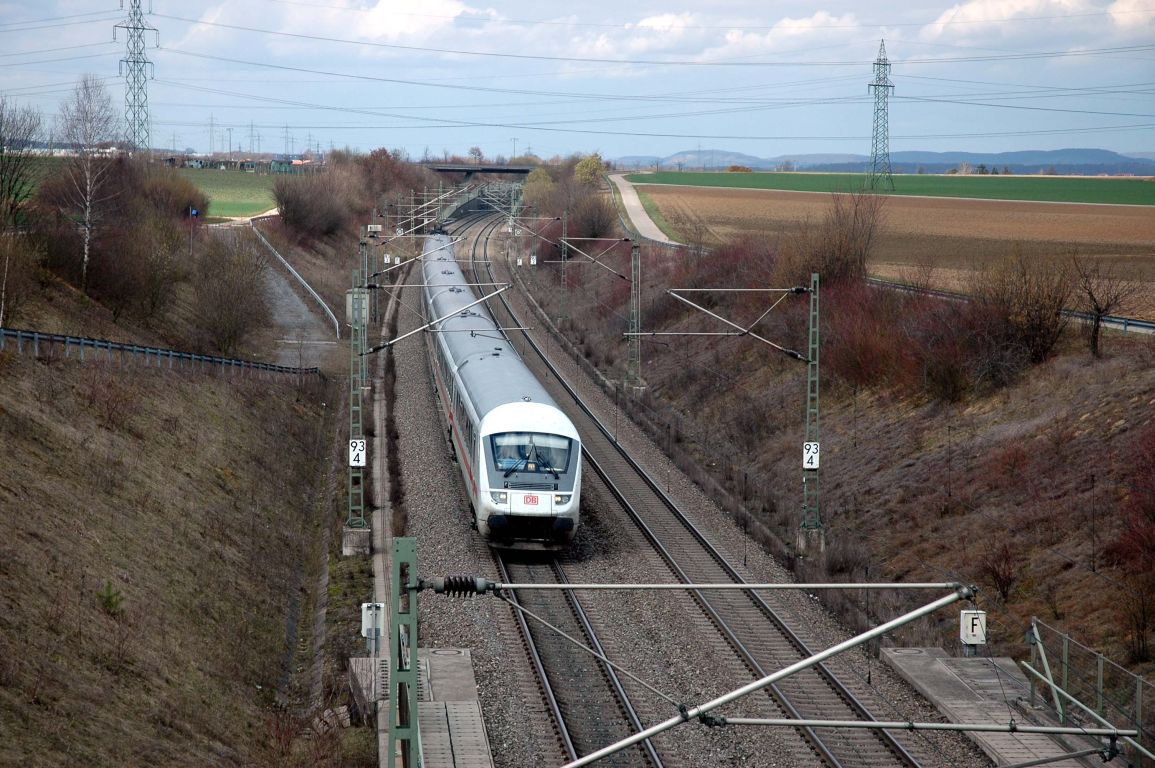
即将驶入兰格费菲尔德隧道的城际列车

截至2008年，ICE列车班次在斯图加特－曼海姆间的行车时间为35分钟至38分钟。此外，由斯图加特－巴黎的TGV列车以及由斯图加特－布鲁赫萨尔－卡尔斯鲁厄的IC/EC列车也会行经这条高速铁路至罗伦贝格分支点，然后再继续前往卡尔斯鲁厄；斯图加特－卡尔斯鲁厄之间的TGV行车时间也为35分钟，IC/EC列车则为42分钟。
在2014年的运行图中，有以下线路的列车服务会经由曼海姆－斯图加特高速铁路的全程或部分路段运行：
- ICE 42 多特蒙德－曼海姆－慕尼黑
- ICE 11 柏林－曼海姆－慕尼黑
- ICE 12 柏林－曼海姆－巴塞尔
- ICE 43 科隆－曼海姆－巴塞尔
- ICE 22 汉堡－法兰克福－曼海姆－司徒加特
- ICE 20 汉堡－法兰克福－曼海姆－巴塞尔
- TGV （慕尼黑－）司徒加特－巴黎
- IC 60 慕尼黑－司徒加特－卡尔斯鲁厄
- IC 35 诺尔登－科隆－美因茨－曼海姆－司徒加特
- IC 61 纽伦堡－司徒加特－法伊英根－普福尔茨海姆－卡尔斯鲁厄（－巴塞尔）
- IC/EC 62 法兰克福－斯图加特－萨尔茨堡－奥地利
- IC/EC 30 汉堡－科隆－曼海姆－巴塞尔－库尔

除了这些线路外，曼海姆－斯图加特高速铁路在高峰时段还会开行有不同的班次发往各目的地，例如斯图加特－萨尔布吕肯、斯图加特－曼海姆和斯图加特－威斯巴登等线路。值得注意的是，根据德国新造高速线路的运用规则，由法伊英根至斯图加特之间的路段也会开办定期区域列车服务。这些由双层车厢组成的列车会担当每两小时一班对开发往斯图加特和卡尔斯鲁厄之间的任务，另有一班列车则通往普福尔茨海姆、米尔阿克和法伊英根。
随着区际列车类别被普遍废除，巴登-符腾堡州已自2002年底设立了一个行经该线的区际快车服务。这些列车最初使用区际列车车厢在斯图加特－卡尔斯鲁厄之间运行，其中斯图加特－法伊英根间为高速路段。自2006年3月19日起，列车被更换为双层车厢，并搭配146.2型电力机车共同使用。
这条线路在每日的4:30至23:50之间优先供长途客运列车使用，其余的时段则优先处理货运列车。截至2009年，平均每日在22:00至6:00间会有约60班货运列车通过，这一数字在6:00至22:00间则会下降为9班。